# 是政駅
是政駅（これまさえき）は、東京都府中市是政五丁目にある西武鉄道多摩川線の駅である。同線の終着駅。駅番号はSW06。

## 歴史

### 年表
- 1922年（大正11年）6月20日：多摩鉄道是政駅として開業。
- 1952年（昭和27年）頃：現在の多摩川競艇場付近にあった砂利採掘場[注 1]への専用線が廃止。
  - 当駅の東北東から東に延びていた[1]。廃止後も、アスファルトに埋もれた線路が残存していた。
- 1967年（昭和42年）8月31日：多摩川線貨物取扱廃止[2]
- 1994年（平成6年）12月15日：構内改良工事完成[3]。
  - 改良前は煉瓦屋根の駅舎で路面と駅舎の境には数段の段差があったが、改築に伴い解消されている。

### 当駅からの新線構想
- 当駅から東京競馬場への延伸が検討された事があるが、構想で終わっている。
- 多摩都市モノレールの構想路線として、当駅から唐木田方面への路線が構想されているが、具体化には至っていない[4]。

### 駅名の由来
駅の所在地の地名「是政」から。なお「是政」の地名は、この地域を開墾した井田摂津守是政の名に由来する。

## 駅構造

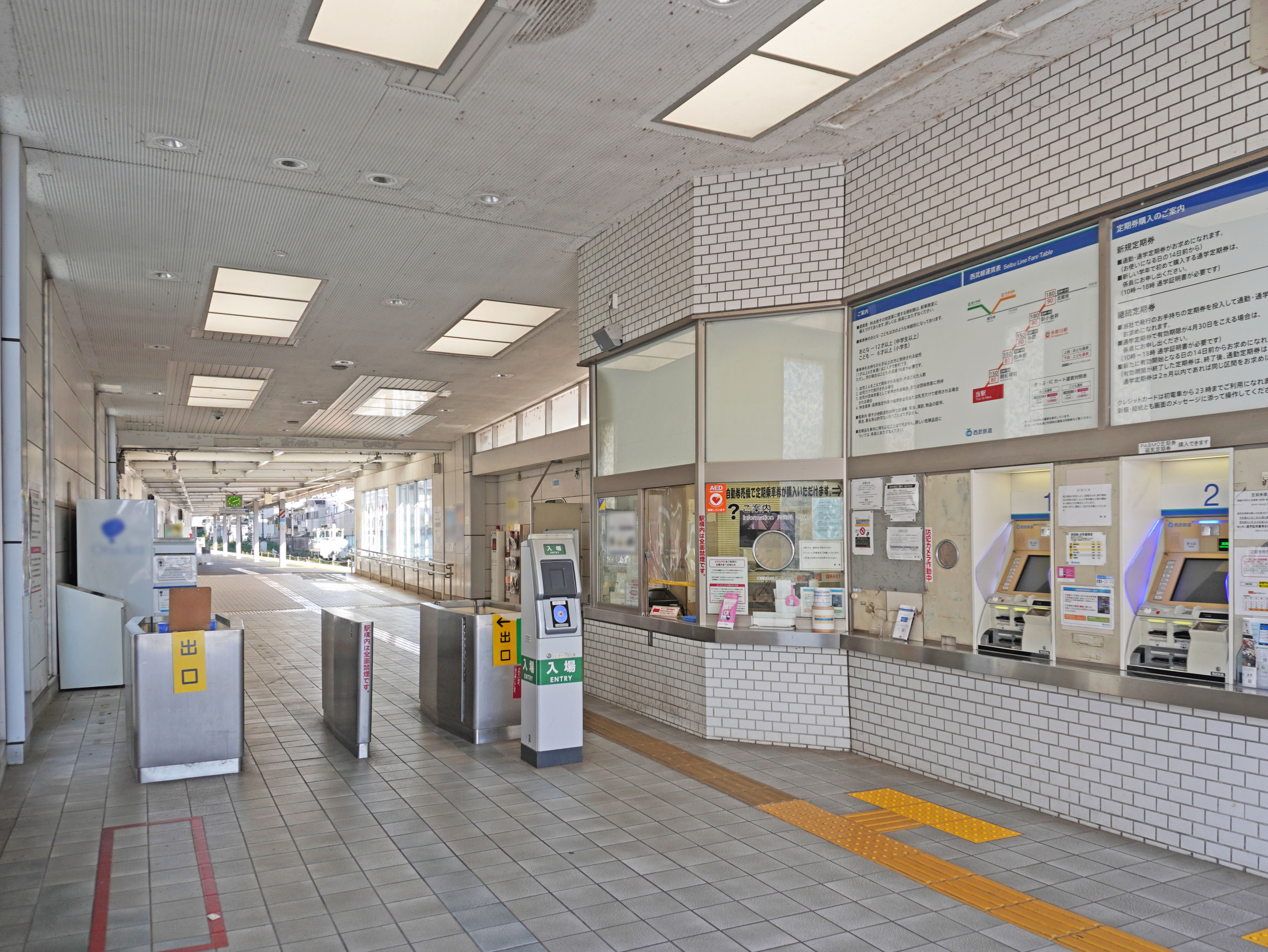
改札口（2022年10月）
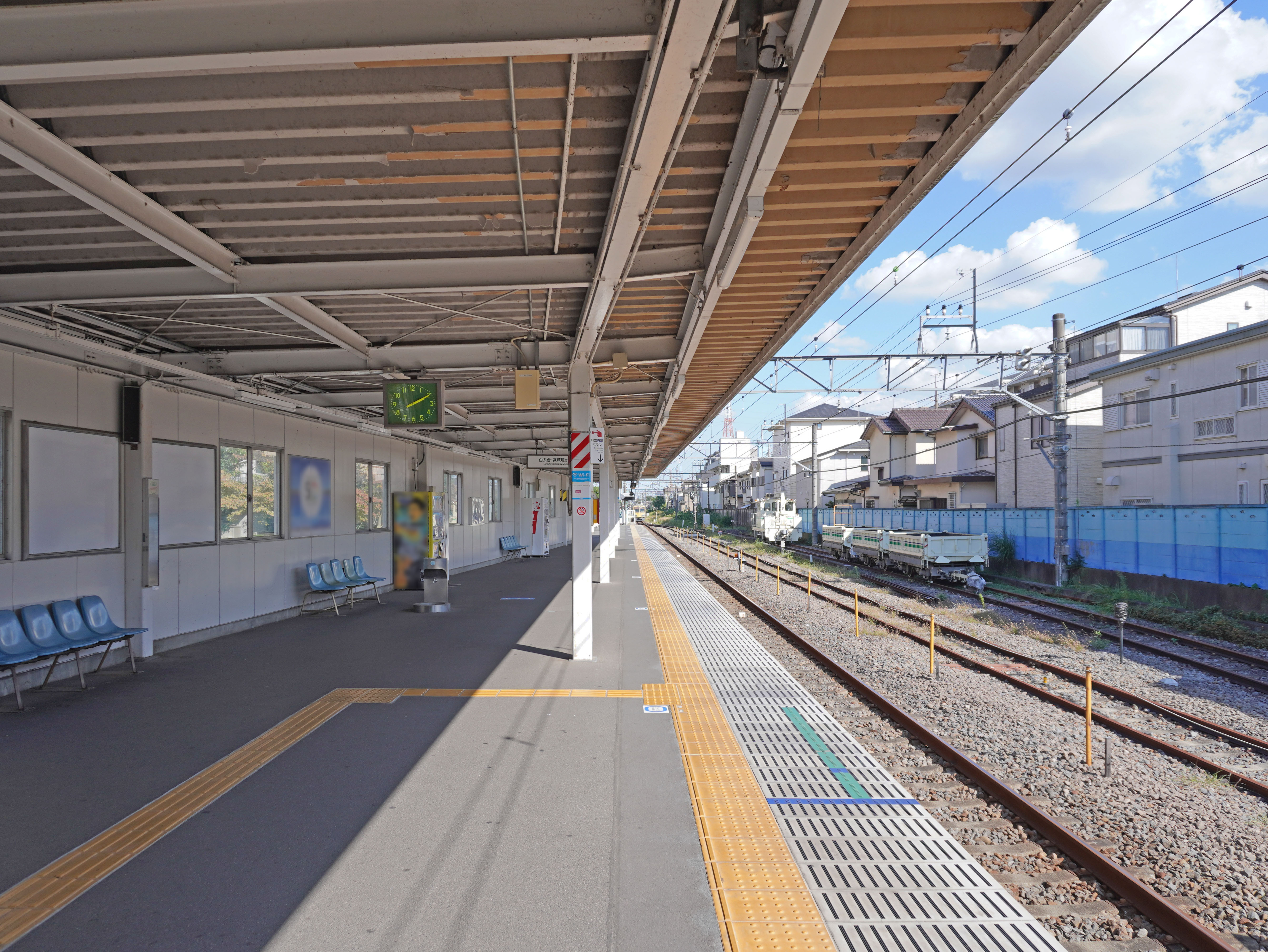
ホーム（2022年10月）

単式ホーム1面1線を有する地上駅である。簡易型PASMO読取改札機設置。
改札内にはバリアフリーの多機能トイレ、AEDが備えられている。
駅に入る手前で本線から留置線が一線分岐しており、その先には線路保守用機械への資材載積場がある。
| 路線     | 行先       |
| -------- | ---------- |
| 多摩川線 | 武蔵境方面 |

（出典：西武鉄道:駅構内図）
- 改札口（2022年10月）
- ホーム（2022年10月）

## 利用状況
2024年（令和6年）度の1日平均乗降人員は7,009人であり、西武鉄道全92駅中75位。
近年の1日平均乗降・乗車人員の推移は下表の通りである。
| 年度               | 1日平均 乗降人員 | 1日平均 乗車人員 | 出典     |
| ------------------ | ---------------- | ---------------- | -------- |
| 1990年（平成02年） |                  | 3,211            | [ * 1 ]  |
| 1991年（平成03年） |                  | 3,451            | [ * 2 ]  |
| 1992年（平成04年） |                  | 3,611            | [ * 3 ]  |
| 1993年（平成05年） |                  | 3,384            | [ * 4 ]  |
| 1994年（平成06年） |                  | 3,367            | [ * 5 ]  |
| 1995年（平成07年） |                  | 3,339            | [ * 6 ]  |
| 1996年（平成08年） |                  | 3,370            | [ * 7 ]  |
| 1997年（平成09年） |                  | 3,260            | [ * 8 ]  |
| 1998年（平成10年） | 6,535            | 3,077            | [ * 9 ]  |
| 1999年（平成11年） | 6,207            | 2,921            | [ * 10 ] |
| 2000年（平成12年） | 6,321            | 2,962            | [ * 11 ] |
| 2001年（平成13年） | 6,646            | 3,090            | [ * 12 ] |
| 2002年（平成14年） | 6,634            | 3,099            | [ * 13 ] |
| 2003年（平成15年） | 6,872            | 3,224            | [ * 14 ] |
| 2004年（平成16年） | 7,197            | 3,422            | [ * 15 ] |
| 2005年（平成17年） | 7,982            | 3,918            | [ * 16 ] |
| 2006年（平成18年） | 7,904            | 3,863            | [ * 17 ] |
| 2007年（平成19年） | 7,647            | 3,779            | [ * 18 ] |
| 2008年（平成20年） | 7,599            | 3,773            | [ * 19 ] |
| 2009年（平成21年） | 7,634            | 3,800            | [ * 20 ] |
| 2010年（平成22年） | 7,410            | 3,715            | [ * 21 ] |
| 2011年（平成23年） | 7,390            | 3,705            | [ * 22 ] |
| 2012年（平成24年） | 7,563            | 3,795            | [ * 23 ] |
| 2013年（平成25年） | 7,722            | 3,879            | [ * 24 ] |
| 2014年（平成26年） | 7,573            | 3,797            | [ * 25 ] |
| 2015年（平成27年） | 7,810            | 3,918            | [ * 26 ] |
| 2016年（平成28年） | 7,845            | 3,932            | [ * 27 ] |
| 2017年（平成29年） | 7,902            | 3,959            | [ * 28 ] |
| 2018年（平成30年） | 7,830            | 3,923            | [ * 29 ] |
| 2019年（令和元年） | 7,838            | 3,923            | [ * 30 ] |
| 2020年（令和02年） | 6,026            |                  |          |
| 2021年（令和03年） | 6,159            |                  |          |
| 2022年（令和04年） | 6,587            |                  |          |
| 2023年（令和05年） | 6,830            |                  |          |
| 2024年（令和06年） | 7,009            |                  |          |

| 年度   | 発送貨物（トン） | 到着貨物（トン） |
| ------ | ---------------- | ---------------- |
| 1956年 | 161,337          | 1,874            |
| 1957年 | 139,548          | 1,127            |
| 1958年 | 140,681          | 1,672            |
| 1959年 | 162,607          | 829              |
| 1960年 | 166,468          | 784              |
| 1961年 | 101,342          | 2,808            |
| 1962年 | 523,14           | 2,576            |
| 1963年 | 4,787            | 6,428            |
| 1964年 | 5,313            | 8,833            |
| 1965年 | 1,821            | 5,845            |
| 1966年 | 2,829            | 1,235            |
| 1967年 | 528              | 1,689            |
| 1968年 |                  |                  |

- 東京都統計年鑑各年度版

## 駅周辺
多摩川線南側に平行する多摩川沿いには工場と河川敷に野球場と親水公園がある。駅北口は小さな商店街となっており、道路の拡張延伸工事により、マンションとスーパーマーケットが目立つようになってきた。
北は、府中是政郵便局、マインズ農業協同組合是政支店や是政八幡神社があり、約1km離れた所には是政文化センター、中央自動車道府中バスストップがある。なお、日本中央競馬会が公式に最寄駅としていた東京競馬場の南門は、2023年9月に閉鎖することが発表された。
駅西側を南北に走るのは府中街道であり、南へ向かい多摩川の是政橋を渡れば、約1kmでJR東日本南武線南多摩駅に至る。この周辺は渋滞が激しかったが、2011年の是政橋拡張と2014年春の南武線高架化により改善された。駅から西に進むと、府中市郷土の森博物館や、市民総合体育館、サントリー武蔵野ビール工場、大東京綜合卸売センター、京王線中河原駅などがある。

### バス路線
駅前に「是政駅」停留所、府中街道沿いに「是政」停留所があり、以下の路線が京王バスにより運行されている。
是政駅
- ちゅうバス是政循環：府中駅

是政
- 府61：府中駅 / 稲城市立病院（平日1本、土休日は運休）
- ちゅうバス是政循環：府中駅

## 隣の駅
西武鉄道
 多摩川線
競艇場前駅 (SW05) - 是政駅 (SW06)